# Abarth 500 Assetto Corse

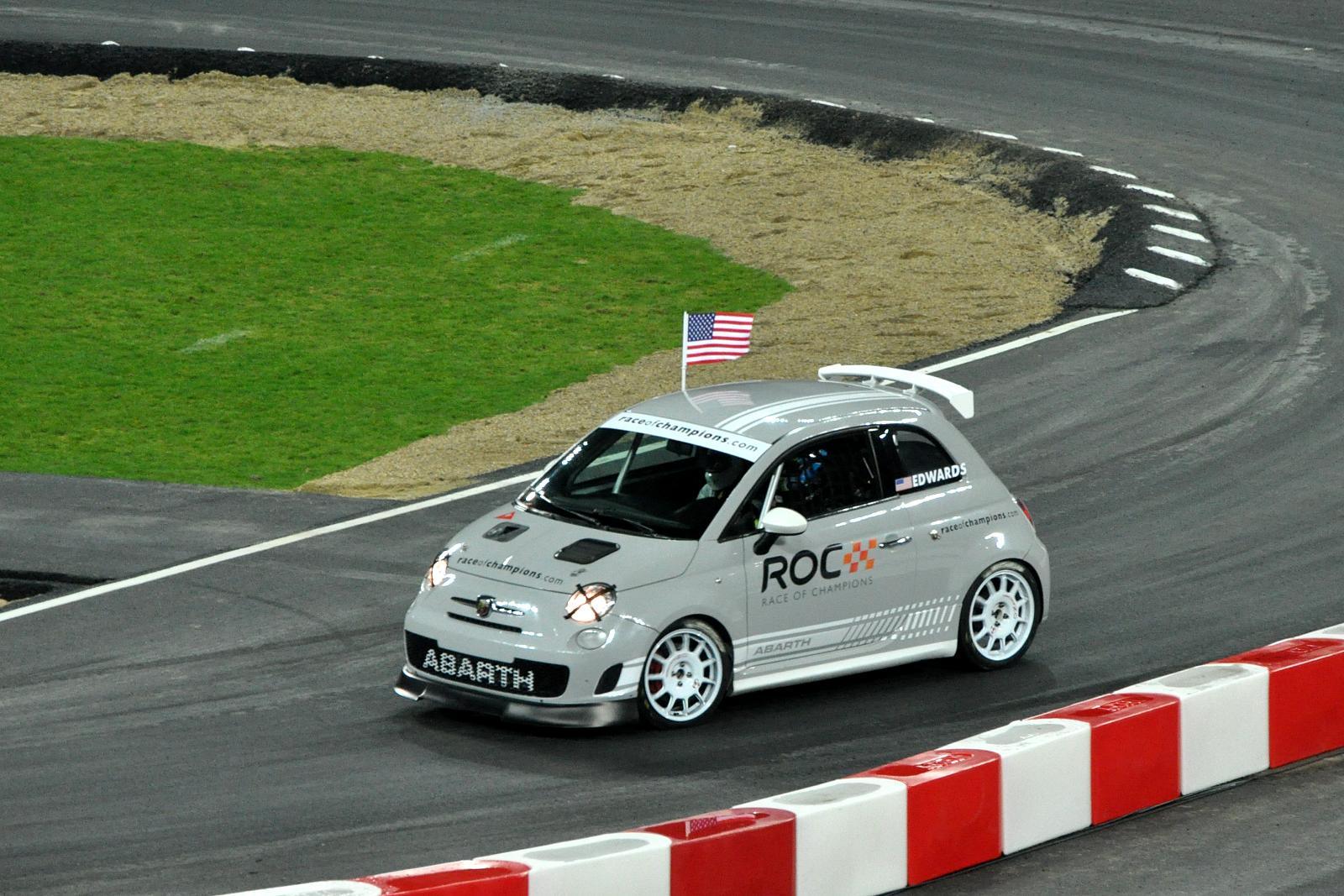
Carl Edwards conduciendo un Abath 500 Assetto Corse, Wembley 2008.

Abarth, es una empresa creada en 1949 por Karl Abarth, especializada en crear coches con prestaciones mejoradas partiendo de modelos de serie. En estos últimos años se ha centrado en el modo Fiat 500 como coche base para crear sus modelos cuya diferencia con el modelo de convencional son las piezas diseñadas por la casa Abarth para mejorar tanto la aerodinámica de la corrocería como las prestaciones del motor.

El modelo Abarth 500 Assetto Corse cuenta con un kit de piezas, entre las que destacan un nuevo capó con tomas de aire extras para mejorar la refrigeración del turbo, fabricadas en carbono, además de entradas de aire laterales para la refrigeración del sistema de frenado formado por pinzas delanteras Brembo de alto rendimiento y discos de freno perforados, llantas de aleación de 17 “, un Spoiler delantero y un alerón trasero.

En cuanto a la mecánica; también cuenta con una serie de piezas para su motor Turbo Jet de 1.400 cc que le permiten alcanzar los 190 cv de potencia.
Otras características de este modelo son la dirección mejorada para una coducción más deportiva, los asientos diseñados para este modelo y la caja manual de 6 velocidades. El interior también ha sido reestructurado, sustituyendo los asientos traseros por una barra antivuelco.

Dentro de la gama de automóviles Abarth, el modelo Abarth 500 Assetto Corse es el modelo de competición.
- Datos: Q10843475